# GP2X Caanoo
GP2X Caanoo è una console portatile open source e un lettore multimediale audio/video, basata sul sistema operativo Linux.
Prodotto dalla GamePark Holding (GPH), è il successore del GPH Wiz (col quale condivide molte cose, tra cui lo stesso SoC MagicEyes Pollux). Venne mostrata al pubblico per la prima volta all'Electronic Entertainment Expo 2010. Il prezzo di lancio si assestò intorno ai 150 dollari americani (agosto 2010), adesso è possibile trovarlo anche a meno.
Il Caanoo non è da ritenersi un diretto competitore delle più blasonate console portatili Nintendo DS/DSi e Sony PSP, ma un'alternativa ad esse, orientata verso l'open source e il software homebrew.

## Specifiche tecniche
- SoC (System on a Chip): MagicEyes Pollux VR3520F
- CPU: ARM926EJ 533 MHz integrata all'interno del SoC (versione dell'architettura ARMv5TEJ)
- GPU: 3D hardware engine integrato nel SoC (supporto alle OpenGL ES 1.1)
- 3D performance: 133M Texel/s e 1,33M Poligoni/s
- memoria di sistema: 128 Mbytes DDR SDRAM 133 MHz (larghezza di banda massima: 533 Mbytes/s)
- video buffer: circa 16 Mbytes della memoria principale sono riservati alle informazioni video e alle texture
- Sistema Operativo: basato su GNU/Linux
- Flash memory: Nessuna per l'utente (128 Mbytes riservati al Sistema Operativo)
- Connessione al PC: USB 2.0 High Speed tramite l'EXT Port
- USB Host: USB 1.1 tramite un socket di tipo standard
- Supporto alle schede di memoria SD / SDHC fino a 32 Gigabytes
- Sensore di Gravità / Motore per le vibrazioni (DualShock)
- Joystick analogico ad alta precisione
- Display: 3.5 pollici LCD 320×240 pixel QVGA (touch screen di tipo resistivo)
- Audio DAC stereo: Wolfson Microelectronics WM1800 (ossia il chip che converte gli output audio digitali generati dal Pollux in suoni analogici)
- Microfono e casse stereo integrate nel dispositivo
- Batteria: interna da 1850mAh ai polimeri di Litio (circa 5/6 ore di gioco e/o riproduzione video)
- Dimensioni: 146 (w) × 70 (h) × 18,5 (d) mm
- Peso: 136 g
- WiFi attraverso un adattatore esterno (USB dongle – venduto separatamente)
- Colori: Nero/Blu, Bianco

NB: la CPU integrata nel Pollux ha una buona tolleranza all'overclocking (fino a circa 750 MHz il sistema non dovrebbe avere problemi di funzionamento, ovviamente l'autonomia della batteria diminuisce in proporzione).

## Giochi e applicazioni
Il Caanoo può avvalersi di molti emulatori (es. GnGEO "SNK Neo Geo AES/MVS", Hu-Go "NEC PC-Engine", MAME4all "Arcade Coin-ops" e Picodrive "SEGA Master System / Megadrive / Mega CD / 32X",PCSX_reARMed "PSX"), di giochi/applicazioni freeware dedicati, di giochi/applicazioni flash (attraverso un software che faccia da interprete), di giochi/applicazioni java (attraverso un software che faccia da interprete) e di giochi/applicazioni commerciali.
Per il software è possibile fare riferimento al sito ufficiale FunGP Archiviato il 16 marzo 2011 in Internet Archive. e alla reposity di supporto alle console open source OpenHandhelds.
Il Caanoo non è nativamente compatibile con il software delle precedenti console GPH*, tuttavia grazie al software layer Ginge di Notaz questa mancanza è stata in parte risolta; molti giochi/applicazioni sono già stati convertiti o sono in procinto di esserlo.
- I giochi/applicazioni del GP2X WIZ, malgrado questa console utilizzi lo stesso SoC del Caanoo, necessitano di una parziale ricompilazione per operare sul Caanoo.

## Capacità multimediali
Il Caanoo è in grado di riprodurre filmati, audio e di visualizzare foto digitali.

### Video
- categoria video: AVI
- codec video supportati: DivX, XviD, MPEG4
- codec audio supportati: MP3, WAV
- risoluzione massima riproducibile: 640×480 pixel
- frame rate massimo supportato: 30 fotogrammi/s
- Bitrate video massimo: 2500 kbit/s
- Bitrate audio massimo: 384 kbit/s
- Formato sottotitoli supportato: SAMI (Synchronized Accessible Media Interchange)

### Audio
- codec audio supportati: MP3, Ogg Vorbis, WAV
- Output: Stereo
- risposta in frequenza: da 20 Hz a 20 kHz
- Watt di uscita: ?
- Risoluzione/frequenza di campionamento: 16bit/8–48 kHz, in 8bit/22 kHz

### Foto
- Formati supportati: JPG, PNG, GIF e Bitmap

## Uscita per TV NTSC/PAL
Il SoC Pollux integra nella sua logica (oltre al controller del display LCD primario) un encoder NTSC/PAL, con incorporato un DAC, per la gestione di un segnale video analogico in uscita (CVBS output: 720×480 o 720×576 pixel interlacciati, rispettivamente 60 e 50 Hz sincronismi verticali e 15 kHz sincronismi orizzontali).

## Curiosità tecniche
La CPU integrata nel SoC Pollux della console è molto simile a quella del Nintendo DS/DSi, infatti l'ARM926EJ (Caanoo/Wiz), dal punto di vista architetturale, differisce dall'ARM946E (NDS/NDSi) solo per la presenza delle istruzioni Jazelle, che permettono di eseguire in hardware i bytecode Java.
Ovviamente a questa differenza va aggiunta la diversa velocità operativa, 533 MHz (default) per Caanoo/Wiz, 133 MHz per Nintendo DSi e 67 MHz per Nintendo DS.

## Differenze con il predecessore
Il Caanoo rispetto al Wiz (da un punto di vista tecnico) può essere ritenuto una versione aggiornata, piuttosto che un vero e proprio nuovo dispositivo. Non a caso il SoC utilizzato dalle due console è il medesimo (MagicEyes VR3520F Pollux).
Le maggiori aggiunte/differenze, escludendo forma e dimensioni, sono, a favore del Caanoo: il doppio della memoria di sistema, 128 Mbytes di DDR SDRAM invece che 64 Mbytes, l'aggiunta di un sensore di gravità, di un motore per le vibrazioni, di un joystick analogico in luogo del joypad digitale e di un ingresso USB Host.
In realtà vi sono anche delle involuzioni, ossia l'uso di un classico schermo LCD e non di un OLED (sebbene più grande), l'assenza di una memoria NAND interna in cui caricare dati e programmi (il Wiz ne possiede una da 1 GB) e una batteria ai polimeri di litio non estraibile. L'adozione di un classico LCD è da imputarsi principalmente alla maggiore affidabilità e durata di questo rispetto all'OLED, la rimozione della NAND va ricercata nei frequenti problemi di corruzione dati che questa dà sul Wiz (ad ogni modo la quasi totalità degli utenti utilizza una SD card esterna per i giochi/applicazioni, quindi la sua defezione risulta di poco rilievo), infine la scelta di una batteria ricaricabile non estraibile è stata una scelta imposta, molto probabilmente, dalla necessità di economizzare la produzione della console.
La memoria RAM risulta il doppio sul Caanoo rispetto al Wiz, tuttavia alla realtà dei fatti garantisce uno spazio utile circa quattro volte superiore. Il perché è facilmente spiegato: entrambe le console riservano la stessa quantità di RAM alle informazioni video (16 Mbytes) e valori simili al Sistema Operativo (circa 28-30 Mbytes), questo tradotto significa che sul Caanoo rimangono circa 82-84 Mbytes liberi per la programmazione, mentre sul Wiz circa 21-22 Mbytes.